# Mardihansu
Koordinaten: 58° 53′ N, 22° 24′ O
Mardihansu ist ein Dorf (estnisch küla) in der Landgemeinde Hiiumaa (2013 bis 2017: Landgemeinde Hiiu, davor Landgemeinde Kõrgessaare) auf der zweitgrößten estnischen Insel Hiiumaa (deutsch Dagö).

## Beschreibung und Geschichte
Mardihansu hat einen Einwohner (Stand 31. Dezember 2011), nachdem es lange Zeit völlig verlassen war.
Das Dorf liegt an der gleichnamigen Ostsee-Bucht (Mardihansu laht, historischer deutscher Name Hundswiek) an der Westküste Hiiumaas. In der seichten Bucht mit ihren zahlreichen Untiefen und Riffen sind in der Geschichte Hiiumaas zahlreiche Schiffe gestrandet.